# 检眼镜检查
检眼镜检查，也称为眼底检查，是一种眼科医生使用检眼镜（英文：ophthalmoscope）观察眼底内部和其他结构的测试。它是常规眼科检查的一部分，对于确定视网膜、视盘和玻璃体的健康至关重要。
瞳孔是一个孔，通过它可以看到眼睛的内部。散瞳后可以更好地看到瞳孔背后的结构。因此，在眼底镜检查前通常使用药物滴眼剂来散瞳（瞳孔散大）。虽然散瞳眼底检查是理想的，但未散瞳检查更方便，也有帮助（尽管不那么全面），并且是初级保健中最常见的类型。
检眼镜检查的替代或补充是进行眼底摄影，稍后由专业人员对图像进行分析。

## 医疗用途
检眼镜检查是常规身体检查或全面眼科检查的一部分，主要由验光师和眼科医生完成。它用于检测和评估各种视网膜血管疾病或青光眼等眼部疾病的症状。对于头痛患者，检眼镜检查中发现视盘肿胀或视乳头水肿是一个关键体征，因为这表明颅内压升高（可能是由于脑积水、良性颅内高压（又名假性脑瘤）或脑肿瘤等引起的）。青光眼患者会出现杯状视盘。定期检眼镜检查（每6个月至1年一次）对于筛查糖尿病性视网膜病变非常重要，因为如果出现视网膜激光治疗，可以预防糖尿病引起的视力丧失。在动脉高血压中，视网膜病变很容易被发现，视网膜的高血压变化与大脑中的变化非常相似，可以预测脑血管意外（中风）。

## 历史
1846 年，伦敦皇家眼科医院（后来的莫菲尔德眼科医院）的威廉·卡明 (William Cumming) 在其开创性工作中写道：“如果光源的轴指向人眼并且观察者的视线指向，那么每只眼睛都可以发光。 “是巧合”。
尽管有些人将检眼镜的发明归功于查尔斯·巴贝奇(Charles Babbage) 1847年的发明，但直到1851年赫尔曼·冯·亥姆霍兹独立重新发明检眼镜后，它的实用性才得到认可——它将彻底改变眼科领域。
来自希腊的眼科医生Andreas Anagnostakis医学博士在法国接受培训时，提出了通过添加凹面镜将仪器制成手持式的想法。 Austin Barnett 为 Anagnostakis 创建了一个模型，并在实践中使用，随后在 1857 年布鲁塞尔第一届眼科会议上展示时，该仪器在眼科医生中非常受欢迎。
1915年，Francis A. Welch和William Noah Allyn发明了世界上第一台手持式直接照明检眼镜， 这是现在世界各地临床医生使用的设备的前身。Francis A. Welch曾经使用过的一台检眼镜如今被收藏在美国国家历史博物馆。 二人之后成立了Welch Allyn公司，专注于检眼镜的研发。 20世纪70年代，开发了一种新型检眼镜，其主透镜更大，视野扩大5倍，称为“全景”或“全景检眼镜”。